# Batracomorphus acestes
Batracomorphus acestes är en insektsart som beskrevs av Knight 1983. Batracomorphus acestes ingår i släktet Batracomorphus och familjen dvärgstritar. Inga underarter finns listade i Catalogue of Life.